# Олесь Дяк
Олесь Дяк (справжнє ім'я — Олександр Михайлович Дяк; нар. 8 листопада 1959 року в селі Радча Івано-Франківської області) — український поет, пісняр, громадський діяч, син Михайла Дяка. Член Національної спілки письменників України з 1995 року, заслужений діяч мистецтв України (2017).

## Життєпис
Народився в родині Михайла Дяка (1935—1976) — громадського та політичного діяча, дисидента, націоналіста, в'язня радянських концтаборів та Ганни Гануської.
Закінчив Івано-Франківський технікум фізичної культури і Львівський університет у 1988 році. Працював у сфері освіти, а нині керує мистецькою агенцією «Свіча Фонд».

## Творчість
Автор вісімнадцяти збірок, серед яких:
- «Той, що летить» (1990),
- «Тягар всевидящого ока» (1991),
- «Воскреси птаха» (1993),
- «Вибране» (1995, аудіокнига),
- «Ілюзія дива» (1998),
- «Оковірші» (2000),
- «Аритмія» (2002),
- «Шипшинова моя душа» (2003),
- «Світ незірваної ожини» (2005),
- «Біла любов» (2008),
- «Роса первозданна» (2010),
- «Політ водоспаду» (2012),
- «Звуки непереможні» (2014),
- «Мрія про рівновагу» (2016),
- «Світ на узвишші» (2019).

Ліричний герой його творів — цілеспрямований та впевнений, захищає українську національну ідентичність.
Окрім поезії, виступає як виконавець власних пісень у жанрі співаної поезії та популярної музики. Автор музичних альбомів «Магія Львова» (2022), «Хвилі щастя».

## Громадська діяльність
Очолює Львівську обласну організацію НСПУ (з листопада 2020).

## Відзнаки
- Дипломант першого українського фестивалю «Червона рута» (Чернівці, 1989).
- Заслужений діяч мистецтв України (2017).
- Лауреат Премії імені Героя України Степана Бандери (2018, у номінації «Громадська діяльність»).
- Нагороджений Грамотою Верховної Ради України (2020).